# جبال بيرانغا
جبال بيرانغا (بالروسية: го́ры Бырра́нга؛ Gory Byrranga) هي سلسلة جبال في وسط شبه جزيرة تايميار، سيبيريا ، روسيا.
على الرغم من استكشافها لأول مرة في عام 1736 ، فإن جبال بيرانغا هي واحدة من أقل المناطق شهرة في القطب الشمالي. المناخ قاري وقاسي ، مع عواصف ثلجية متكررة في الشتاء.
تقع هذه السلسلة الجبلية في التقسيم الإداري كراسنويارسك كراي للاتحاد الروسي وهي جزء من المحمية الطبيعية الكبرى في القطب الشمالي ، وهي أكبر محمية طبيعية في روسيا. ومع ذلك ، فإن المنطقة بعيدة للغاية ، ولا يوجد بها سكان تقريبًا ، ومن الصعب الوصول إليها بسبب عدم وجود الطرق والمستوطنات.